# Lilian Calmejane
Lilian Calmejane (født 6. december 1992) er en fransk tidligere professionel cykelrytter, der senest kørte for Intermarché-Wanty. I 2016 deltog han for første gang i en grand tour, hvor han vandt fjerde etape af Vuelta a España 2016. I Tour de France 2017 vandt han 8. etape, efter at have kørt alene i udbrud 17 km fra mål. Han vandt på trods af, han måtte kæmpe med kramper i benene, fra han var fem km fra målet.

## Meritter
2014
4. plads samlet Ronde de l'Isard Ariege
1. plads, 2. og 3. etape (TTT)
2015
1. plads  Samlet Le Triptyque des Monts et Châteaux
1. plads, 2. etape
5. plads samlet Tour de Bretagne
1. plads, 3. etape
8. plads samlet Tour Alsace
1. plads  Bjergkonkurrencen
2016
1. plads, 4. etape Vuelta a España
3. plads samlet Tour La Provence
8. plads Tour Méditerranéen
1. plads  Ungdomskonkurrencen
8. plads Tour du Finistère
10. plads La Drôme Classic
2017
1. plads  Samlet Settimana Internazionale di Coppi e Bartali
1. plads  Pointkonkurrencen
1. plads, 4. etape
1. plads  Samlet Étoile de Bessèges
1. plads, 3. etape
1. plads  Samlet Circuit de la Sarthe
1. plads, 3. etape
Tour de France
1. plads, 8. etape
Bar  efter 8. etape
 Mest angrebsivrige rytter, 3. og 8. etape
1. plads  Bjergkonkurrencen Paris-Nice
3. plads Grand Prix Cycliste la Marseillaise
5. plads samlet Tour du Haut Var
9. plads Classic Sud Ardèche